# Camosa d'Isòvol
Camosa d'Isòvol es el nombre de una variedad cultivar de manzano (Malus domestica) Esta manzana está cultivada en la colección de germoplasma de manzanas del CSIC, también está cultivada en la colección de germoplasma de peral y manzano en la "Finca de Gimenells de la Estación Experimental de Lérida - IRTA". Esta manzana es originaria de la Comunidad autónoma de Cataluña, procedente de un ejemplar localizado el año 2002 en Isóbol-Isòvol, comarca de la Baja Cerdaña-Baixa Cerdanya, en Gerona.

## Sinónimos
- "Poma Camosa d'Isòvol",[3]
- "M088",
- "Manzana Camuesa d'Isòvol".[7]

## Historia
'Camosa d'Isòvol' es una variedad de manzana de Cataluña, está catalogada con el número de accesión M088 en el Banco de germoplasma de peral y manzano de la Universidad de Lérida, que se encuentra integrado en la Red de Colecciones del Programa de Conservación y Utilización de los Recursos Fitogenéticos para la Alimentación y la Agricultura, del Plan Nacional de I+D+I.
'Camosa d'Isòvol' está considerada con otras muchas de las entradas que se han incorporado al Banco de germoplasma en la "Finca de Gimenells de la Estación Experimental de Lérida - IRTA", provienen de ejemplares únicos, en algunos casos, actualmente desaparecidos, lo que ha permitido paliar la erosión genética que se está dando en estas especies frutales.
'Camosa d'Isòvol' es una variedad que se cultiva para su conservación genética, para posibles usos y mejoras en cruces con otras variedades, para incrementar cualidades o intercambiarlas.

## Características
El manzano de la variedad 'Camosa d'Isòvol' tiene un vigor medio de tipo ramificado, con porte erguido; ramos con pubescencia muy fuerte, de un grosor delgado, con longitud de entrenudos cortos, número de lenticelas pequeño, relación longitud/grosor de los entrenudos media, tipo de ramos fructíferos predominantes Lamburdas; época de inicio de floración muy tardía, yema fructífera de forma ovoide-cónica y longitud corta, flor no abierta presenta color del botón floral rosa oscuro, flor de tamaño medio, pétalos con posición relativa de los bordes tangentes, inflorescencia con número medio de flores medio, de forma medianamente cupuliforme, sépalos de color predominante rojo, sépalos de longitud media, pétalos de longitud media, y anchura corta, siendo la relación longitud/anchura de los pétalos más largos que anchos, estilos con longitud en relación con los estambres de la misma longitud, estilos con punto de soldadura lejos de la base.
Las hojas tienen un porte horizontal en relación con el ramo, limbo de longitud medio y de anchura medio, con una relación longitud/anchura pequeña, forma del borde aserrada, peciolo con longitud medio, forma del limbo redondeada, aspecto de la superficie del haz brillante, pubescencia del envés fuerte, plegamiento de la superficie ondulada, tamaño de la punta grande, forma de la base aguda, estípulas con una forma muy foliaceas, y ángulo del peciolo respecto al ramo grande.
La variedad de manzana 'Camosa d'Isòvol' tiene un fruto de tamaño y peso mediano-grande; forma globosa, relación longitud/anchura media, posición de la anchura máxima hacia el pedúnculo, con un marcado en los lados fuerte; piel con estado ceroso débil, pruina de la epidermis débil; con color de fondo amarillo verdoso, importancia del sobre color medio, siendo el color del sobre color rojo, siendo la intensidad del sobre color mediano, reparto del color en la superficie chapa/rayas, acusando unas lenticelas grandes, y una sensibilidad al "russeting" (pardeamiento áspero superficial que presentan algunas variedades) en las caras laterales ausente o muy débil; pedúnculo con una longitud largo, y un grosor delgado, anchura de la cavidad peduncular grande, profundidad de la cavidad pedúncular media, y con importancia del "russeting" en cavidad peduncular medio; coronamiento por encima del cáliz débil, importancia de los lados de la cavidad calicina es fuerte, anchura de la cav. calicina media, profundidad de la cav. calicina poco profunda, y con importancia del "russeting" en cavidad calicina ausente o muy débil; ojo medio, parcialmente abierto; sépalos de una longitud media, con un porte parcialmente extendidos.
Carne de color blanca, con un oscurecimiento medio de la carne al corte; textura de dureza dura, suavemente jugosa; sabor algo aromático, bueno; corazón con distinción de la línea media; eje abierto; lóculos carpelares cerrados; semillas de longitud grande, medianamente anchas, de color marrón claro.
La manzana 'Camosa d'Isòvol' tiene una época de maduración y recolección de fruto muy temprana, en verano. Época de caída de las hojas media. Se usa como manzana de mesa fresca, y posible uso como manzana para la elaboración de sidra.

## Calidad de fruto y prueba de cata
- Peso del fruto: Medio
- Calibre del fruto: Medio
- Longitud del fruto: Medio
- Índice de almidón: Alto
- Dureza medida de la carne: Medio
- Índice refractométrico (IR): Medio
- Acidez titulable: Alta
- Jugosidad de la carne: Medio
- Textura de la carne: Media
- Dureza sensorial de la carne: Media
- Dulzor: Medio
- Acidez: Fuerte
- Intensidad del sabor de la carne: Débil
- Sabor: Regular
- Valoración global del fruto:Regular[3]

## Características Agronómicas
- Afinidad del injerto (compatibilidad): Buena
- Facilidad de formación y poda: Baja
- Tipo de fructificación: Tipo II
- Precocidad varietal: Bastante precoz
- Vecería: Alta
- Productividad: Media
- Necesidad de aclareo: Baja
- Escalonamiento de la maduración del fruto: Medio
- Sensibilidad a la caída en maduración: sin datos
- Aptitud para la conservación del fruto en árbol: sin datos
- Aptitud para la conservación del fruto en almacén o cámara: sin datos
- Sensibilidad al moteado: sin datos
- Sensibilidad al oídio: sin datos
- Sensibilidad a pulgón lanígero: sin datos[3]